# Oignin
Oignin – rzeka we Francji, przepływająca przez teren departamentu Ain, o długości 43,6 km. Stanowi dopływ rzeki Ain.